# SBT Rondonópolis
SBT Rondonópolis é uma emissora de televisão brasileira sediada em Rondonópolis, cidade do estado de Mato Grosso. Opera no canal 8 (45 UHF digital) e é afiliada ao SBT. Anteriormente denominada TV Rondon, desde 2009. Apesar do nome, a emissora não pertence ao Grupo Silvio Santos, e sim ao Grupo Roberto Dorner de Comunicação, de propriedade do empresário, pecuarista e político Roberto Dorner.

## História
A emissora foi fundada por Roberto Dorner, e iniciou suas transmissões sendo afiliada à Rede Manchete. Com a falência da rede em 1999, a emissora acompanhou o processo de transição da emissora para TV!, e posteriormente RedeTV!, tornando-se uma das suas primeiras afiliadas.
Entre junho e julho de 2009, a direção da emissora informou que deixaria de transmitir o sinal da RedeTV! pelo SBT, após assinar acordo de afiliação com a rede. Sendo assim, á meia-noite do dia 1º de agosto a emissora passou a transmitir o sinal do SBT, que já estava há 3 meses sem afiliada no Mato Grosso desde a desafiliação da TV Cidade Verde Rondonópolis.
Em 4 de fevereiro de 2016, após 30 anos, a emissora deixa de utilizar o nome TV Rondon e passa a se chamar SBT Rondonópolis. O mesmo ocorreu com as outras emissoras do Grupo Roberto Dorner de Comunicação, a TV Rondon de Cuiabá e a TV Cidade de Sinop, que passaram a se chamar, respectivamente, SBT Cuiabá e SBT Sinop.
Com seu telejornal local SBT Comunidade, das 11h00 ao 12h00 é vice-líder com 8 pontos. E na faixa das 12h00 as 12h45, ameaça a concorrente TV Centro América Sul, sendo líder de audiência em algumas ocasiões, que no horário transmite o Globo Esporte e o Jornal Hoje, e a 2ª do SBT Comunidade fica na vice liderança isolada em torno dos 10,6 pontos na audiência segundo dados ibope divulgados pela emissora.

## Sinal digital
| PSIP | Canal  | Proporção de tela | Programação                                     |
| ---- | ------ | ----------------- | ----------------------------------------------- |
| 8.1  | 45 UHF | 1080i             | Programação principal do SBT Rondonópolis / SBT |

A emissora iniciou suas transmissões digitais em 17 de outubro de 2014, através do canal 45 UHF. Duas semanas depois, a emissora passou a transmitir todos os seus programas locais em alta definição.
Transição para o sinal digital
Com base no decreto federal de transição das emissoras de TV brasileiras do sinal analógico para o digital, o SBT Rondonópolis, bem como as outras emissoras de Rondonópolis, cessou suas transmissões pelo canal 08 VHF em 17 de dezembro de 2018, seguindo o cronograma oficial da ANATEL.

## Programas
- SBT Comunidade
- TOP Mix
- Programa Sal da Terra
- Prosa Galponeira